# Katamari Fortissimo Damacy
| Críticas profissionais | Críticas profissionais |
| Avaliações da crítica  | Avaliações da crítica  |
| Fonte                  | Avaliação              |
| ---------------------- | ---------------------- |
| Chudah's Corner        | 5 de 5 estrelas.       |

Katamari Fortissimo Damacy (塊フォルテッシモ魂, Katamari Forutesshimo Damashii, lit. "Clump Fortissimo Spirit") é a trilha sonora do jogo de Video game da série Katamari. 
Saudado amplamente como imaginativo e original, foi considerado top em vendas durante seu lançamento por sua composição eclética, elementos eletrônicos, jazz pesado e influencias do samba.
Teve muitas de suas faixas compostas por Yū Miyake, a participação no vocal de conhecidos cantores de J-Pop como Yui Asaka da série de TV Sukeban Deka 3, de Charlie Kosei, um dos compositores da tilha sonora de Lupin III, e dubladores de anime japonês que incluem Nobue Matsubara e Ado Mizumori.
A última faixa, "Katamari March Damacy", que é uma música bônus, foi feita através da montagem de uma música que não foi disponibilizada no jogo.

## Faixas do álbum
| Faixa # | Música | Artista                                      | Duração |
| ------- | --- | -------------------------------------------- | ------- |
| 1       | "Nananan Katamari" (ナナナン塊) | Yū Miyake Yuusama (Vocalista)                | 1:21    |
| 2       | "Katamari on the Rocks ~ Main Theme" (塊オンザロック ～メインテーマ, Katamari on za Rokku ~ Mein Tēma)                                           | Yū Miyake Masayuki Tanaka (Vocalista)        | 5:57    |
| 3       | "Overture" | Yū Miyake Asuka Sakai                        | 0:49    |
| 4       | "The Moon and the Prince" (月と王子, Tsuki to Ōji)                                                                                               | Akitaka Tohyama Kenji Ninuma (Vocalista)     | 5:30    |
| 5       | "Fugue ♯7777" (フーガ♯7777, Fūga ♯7777) | Asuka Sakai                                  | 1:22    |
| 6       | "LONELY ROLLING STAR" | Yoshihito Yano Saki Kabata (Vocalista)       | 5:44    |
| 7       | "The Wonderful Star's Walk Is Wonderful" (ステキ星のさんぽはステキ, Suteki Hoshi no Sanpo wa Suteki)                                             | Yuri Misumi                                  | 3:12    |
| 8       | "Katamari Manbo ~ Katamari Syndrome mix" (Katamari Manbo ～ 塊シンドロームmix, Katamari Manbo ~ Katamari Shindorōmu mix)                         | Yuri Misumi Nobue Matsubara (Vocalista)      | 5:35    |
| 9       | "You Are Smart" | Akitaka Tohyama                              | 3:32    |
| 10      | "A Crimson Rose and a Gin Tonic" (真っ赤なバラとジントニック, Makka na Bara to Jin Tonikku)                                                      | Asuka Sakai Ado Mizumori (Vocalista)         | 4:29    |
| 11      | "WANDA WANDA" | Yū Miyake                                    | 3:23    |
| 12      | "Que Sera Sera" (ケ・セラ・セラ, Ke Sera Sera)                                                                                                   | Asuka Sakai Charlie Kosei (Vocalista)        | 5:31    |
| 13      | "Angel Flavor's Present" (天使風味の贈り物, Tenshi-fūmi no Okurimono)                                                                            | Yū Miyake                                    | 5:08    |
| 14      | "Katamaritaino" (カタマりたいの) | Hideki Tobeta Yui Asaka (Vocalista)          | 5:54    |
| 15      | "Katamari★Stars" (カタマリ★スターズ, Katamari★Sutāzu)                                                                                            | Hideki Tobeta                                | 2:28    |
| 16      | "Cherry Blossom Color Season" (さくらいろの季節, Sakura-iro no Kisetsu)                                                                          | Yū Miyake                                    | 6:14    |
| 17      | "Lovely Angel" (ラブリーエンジェル, Raburī Enjeru)                                                                                               | Yū Miyake                                    | 1:27    |
| 18      | "Stardust Fanfare" (スターダスト・ファンファーレ, Sutādasuto Fanfāre)                                                                            | Akitaka Tohyama                              | 0:08    |
| 19      | "Last Samba" (さいごにサンバ, Saigo ni Sanba) | Yū Miyake Asuka Sakai                        | 1:00    |
| 20      | "Katamari of Love ~ Ending Theme" (愛のカタマリー ～ エンディングテーマ, Ai no Katamarī ~ Endingu Tēma)                                          | Yoshihito Yano Shigeru Matsuzaki (Vocalista) | 4:09    |
| 21      | "Katamari March Damacy" (Bonus Secret Track) (塊マーチ魂 （ボーナストラック 未発表曲）, Katamari Māchi Damashii (Bōnasu Torakku Mihappyō-kyoku)) | Yū Miyake                                    | 2:20    |